# Hey (Lied)
Hey ist ein Lied des deutschen Popsängers Andreas Bourani. Das Stück ist die vierte Singleauskopplung aus seinem zweiten Studioalbum Hey.

## Entstehung und Artwork
Geschrieben wurde das Lied von Andreas Bourani, Julius Hartog, Jasmin Shakeri und Philipp Steinke. Aufgenommen und produziert wurde das Stück von Philipp Steinke; als Koproduzenten standen ihm Bourani und Hartog zur Seite. Das Mastering erfolgte im Düsseldorfer Blacksheep-Studio unter der Leitung von Peter “Jem” Seifert und der Skyline Tonfabrik, unter der Leitung von Kai Blankenberg. Gemischt wurde das Lied ebenfalls von Jem in den Blacksheep-Studios. Das Stück wurde unter den Musiklabels Universal Music Group und Vertigo Berlin veröffentlicht und durch BMG Rights Management, EMI Music Publishing, Edition Most Wanted und Edition Viertelkind vertrieben.
Auf dem orange gehaltenen Cover der Maxi-Single ist – neben Künstlernamen, -Logo und Liedtitel – Bourani, mit ausgestreckten Armen von hinten, zu sehen. Geschossen wurde das Coverbild von Dirk Rudolph und Harald Hoffmann und vom Büro Dirk Rudolph designt.

## Veröffentlichung und Promotion
Die Erstveröffentlichung von Hey erfolgte am 4. Dezember 2015 als Download-Single. Die Maxi-Single wurde als 2-Track-Single veröffentlicht und beinhaltet eine Live- und Radioversion zu Hey.
Um das Lied zu bewerben, folgte unter anderem ein Liveauftritt zur Hauptsendezeit in der ARD-Show Frag doch mal die Maus. An Popularität erlangte das Stück bereits ein halbes Jahr vor seiner offiziellen Singleveröffentlichung, als Yvonne Catterfeld in der zweiten Staffel von Sing meinen Song – Das Tauschkonzert das Lied sang. Am Staffelende folgte ein gemeinsames Duett von Bourani und Catterfeld.

## Inhalt
Der Liedtext zu Hey ist komplett in deutscher Sprache verfasst. Die Musik wurde von Bourani, Hartog und Shakeri, der Text von Bourani, Hartog, Shakeri und Steinke verfasst. Musikalisch bewegt sich das Lied im Bereich der Popmusik. Die Instrumente wurden von Julius Hartog (Akustische Gitarre, E-Gitarre), Tim Lorenz (Schlagzeug) und Philipp Steinke (Akustikgitarre, Banjo, Bass, Klavier) eingespielt.

„Hey, sei nicht so hart zu dir selbst,

es ist ok wenn du fällst,

auch wenn alles zerbricht,

geht es weiter für dich.“

Bourani selbst beschrieb sein Lied mit folgenden Worten:

„Man jagt immer was hinterher, einem Ideal, dass man meistens dann auch gar nicht erfüllen kann und ich fand es halt irgendwie lustig sich ein Lied, praktisch mir selbst ein Lied zu schreiben, dass ich mir immer anhören kann, wenn ich in so einer Situation bin.“

## Musikvideo
Zunächst wurde mit der Veröffentlichung des Albums Hey ein Promotionvideo, mit einer Akustikversion des Liedes, veröffentlicht. Das offizielle Musikvideo feierte am 22. Dezember 2015 auf YouTube seine Premiere. Zu sehen ist Bourani, der inmitten einer dunklen Lagerhalle, von Bildschirmen umringt, steht und das Lied singt. Auf den Bildschirmen ist das Livebild Bouranis in schwarz-weiß aus verschiedenen Blickwinkeln zu sehen. Am Ende des Videos ist eine kurze Szene zu sehen, in der Bourani ein Berggipfel erklimmt und von diesem aus die Aussicht genießt. Die Gesamtlänge des Videos ist 3:59 Minuten. Bis September 2024 zählten beide Videos über 18,1 Millionen Aufrufe bei YouTube.

## Mitwirkende
| Liedproduktion - Kai Blankenberg: Mastering - Andreas Bourani: Gesang, Komponist, Koproduzent, Liedtexter - Julius Hartog: Akustische Gitarre, E-Gitarre, Komponist, Koproduzent, Liedtexter - Tim Lorenz: Schlagzeug - Peter “Jem” Seifert: Abmischung, Mastering - Jasmin Shakeri: Komponist, Liedtexter - Philipp Steinke: Akustische Gitarre, Banjo, Bass, Klavier, Liedtexter, Musikproduzent, Tonmeister Artwork - Harald Hoffmann: Fotograf (Cover) - Dirk Rudolph: Fotograf (Cover) | Unternehmen - Blacksheep-Studio: Abmischung, Mastering - BMG Rights Management: Vertrieb - Büro Dirk Rudolph: Artwork (Cover) - Edition Most Wanted: Vertrieb - Edition Viertelkind: Vertrieb - EMI Music Publishing: Vertrieb - Skyline Tonfabrik: Mastering - Universal Music Group: Musiklabel - Vertigo Berlin: Musiklabel |

## Rezeption

### Charts und Chartplatzierungen
Hey erreichte aufgrund hoher Downloadzahlen bereits ein halbes Jahr vor seiner offiziellen Singleveröffentlichung, durch einen Auftritt von Yvonne Catterfeld bei Sing meinen Song – Das Tauschkonzert, die Charts. Das Lied stieg erstmals am 29. Mai 2015 auf Rang 30 in die deutschen Singlecharts ein, was zugleich auch die beste Chartnotierung darstellt. Bis zum 22. April 2016 konnte sich Hey 25 Wochen in den Top 100 platzieren. In Österreich und der Schweiz erreichte die Single in je zwei Chartwochen mit Rang 46 beziehungsweise Rang 36 seine höchste Chartnotierung.
Für Bourani als Interpret ist dies der sechste Charthit in Deutschland und Österreich sowie der vierte in der Schweiz. In seiner Autorentätigkeit ist dies der siebte Charterfolg in Österreich sowie der der sechste in Deutschland und der vierte in der Schweiz.
| ChartsChartplatzierungen | Höchstplatzierung | Wochen |
| ------------------------ | ----------------- | ------ |
| Deutschland (GfK)        | 30 (25 Wo.)       | 25     |
| Österreich (Ö3)          | 46 (2 Wo.)        | 2      |
| Schweiz (IFPI)           | 36 (2 Wo.)        | 2      |

### Auszeichnungen für Musikverkäufe
Im Dezember 2022, sieben Jahre nach seiner Singleveröffentlichung, erhielt Hey eine Goldene Schallplatte für über 200.000 verkaufte Einheiten in Deutschland.
| Land/Region        | Auszeichnungen für Musikverkäufe (Land/Region, Auszeichnung, Verkäufe) | Verkäufe |
| ------------------ | ---------------------------------------------------------------------- | -------- |
| Deutschland (BVMI) | Gold                                                                   | 200.000  |
| Insgesamt          | 1× Gold ·                                                              | 200.000  |

## Coverversionen
- 2015: Yvonne Catterfeld; die deutsche Sängerin sang das Lied während der zweiten Staffel von Sing meinen Song – Das Tauschkonzert. Ihre Interpretation schaffte es auf den gleichnamigen Sampler. Obwohl das Lied nicht als Single erschien, erreichte es aufgrund hoher Downloadzahlen die offiziellen Charts und belegte Rang 17 in Deutschland, Rang 27 in Österreich sowie Rang 29 in der Schweiz.